# Konstantin Georgievič Mostras
Konstantin Georgievič Mostras (in russo Константин Георгиевич Мострас?; Ardzhenka, 16 aprile 1886 – Mosca, 6 settembre 1965) è stato un violinista, docente e compositore russo.

## Biografia
Studiò con Federico Stagi a Novočerkassk e, dal 1910, con Boris Sibor (allievo di Leopold Auer) alla Scuola della Società Filarmonica di Mosca, diplomandosi nel 1914. 
Dal 1914 al 1922 Mostras insegnò nella stessa scuola. Durante questo periodo si esibì in diverse formazioni cameristiche. Dal 1922 insegnò violino al Conservatorio di Mosca, dove divenne direttore del dipartimento di violino e nel 1931 introdusse il proprio corso di tecnica violinistica. Dal 1922 al 1932 fu anche una delle spalle della Persimfans Orchestra, l’orchestra sinfonica senza direttore. La sua principale attività fu però quella di insegnante ed ebbe un ruolo eminente nello sviluppo della scuola violinistica sovietica. Tra i suoi allievi ci furono Ivan Galamian, Mikhail Terian, Andrei Abramenkov, Oleg Agarkov, David Ojstrach, Konstantin Rodionov, Asatur Grigorian, Marina Kozolupova,  Anahit Tsitsikian, Marinè Yashvili.
Mostras scrisse diverse opere didattiche e trascrizioni: studi per violino solo, scritti sulla tecnica violinistica. Curò un’edizione del Concerto di Čajkovskij, con un saggio tecnico-interpretativo (1947), e un’edizione delle Sonate e Partite di Bach (1963).

## Scritti
- 24 Kaprisa dlya skripki solo N. Paganini: Metodicheskiy kommentariy [24 Capricci per violino solo di N. Paganini: commento metodico], con un saggio introduttivo di Izrail' Markovič Jampol'skij, Mosca, Muzgyz, 1959
- Intonatsiya na skripke [L’intonazione sul violino], Mosca e Leningrado, 1947; 2 ed., Mosca, Muzgiz, 1962; tr. ted. di Karl Krämer, Die Intonation auf der Violine, Hofheim am Taunus, Friedrich Hofmeister, 1961
- Dinamika v skripichnom iskusstve: Uchebnoye posobiye dlya muzykal’nykh uchilisch i konservatoriy [La Dinamica nell’arte violinistica: Il libro scolastico per i licei musicali e i conservatori], Mosca, Muzgiz, 1956
- Esquisse no. 2 for solo violin, rist. in «The Strad», n. 1393, anno 117 (May 2006); a cura di Rok Klopčič
- Ritmicheskaya distsiplina skripacha [La disciplina ritmica del violinista], Mosca, 1951; tr. tedesca di Karl Krämer, Die rhythmische Disziplin des Geigers, Lipsia, Breitkopf & Härtel, 1959
- Sistema domashnikh zanyatiy skripacha [Un sistema degli studi giornalieri del violinista], Mosca, 1956
- Zur Arbeit an Tonleitern, in Violinspiel und Violinpädagogik, Beiträge sowjetischer Autoren zum Instrumentalunterricht a cura di Kathinka Koch-Rebling, Lipsia, VEB Verlag für Musik, 1979, pp. 19-62

## Revisioni
- Pëtr Il'ič Čajkovskij, Concerto in D major, opus 35, for violin and piano, David Oistrakh-Konstantin Mostras (1947); New York City, International Music Co., ©1956.
- Johann Sebastian Bach, Concerto in D minor, S. 1052, for violin and piano, New York, International Music Company, 1950 (edited by R. Reitz and K. Mostras - revised by Waldo Lyman)
- Johann Sebastian Bach, Sonaty i Partity dlia skripki solo [Sonate e Partite per violino solo], Mosca, 1963; rist. Muzyka, 1989